# Meteum
Meteum es un proveedor de servicios de pronóstico del tiempo y el clima basados en inteligencia artificial para uso individual y profesional.
En 2022, Meteum expandió sus servicios comerciales a los países latinoamericanos de Brasil y México,atendiendo a industrias dependientes del tiempo y el clima, como la agricultura y la logística.
En el futuro, Meteum planea aumentar su presencia en otros mercados latinoamericanos.

## Productos
La empresa opera una API, datos históricos del clima y paneles de control visualizados del clima para empresas, así como un sitio web y una aplicación de pronóstico para usuarios.
La aplicación Meteum actualmente cuenta con 86 millones de usuarios en todo el mundo, con 15 millones de usuarios diarios, de los cuales 3 millones contribuyen con información del usuario para complementar los pronósticos.